# Calorífero (recipiente)

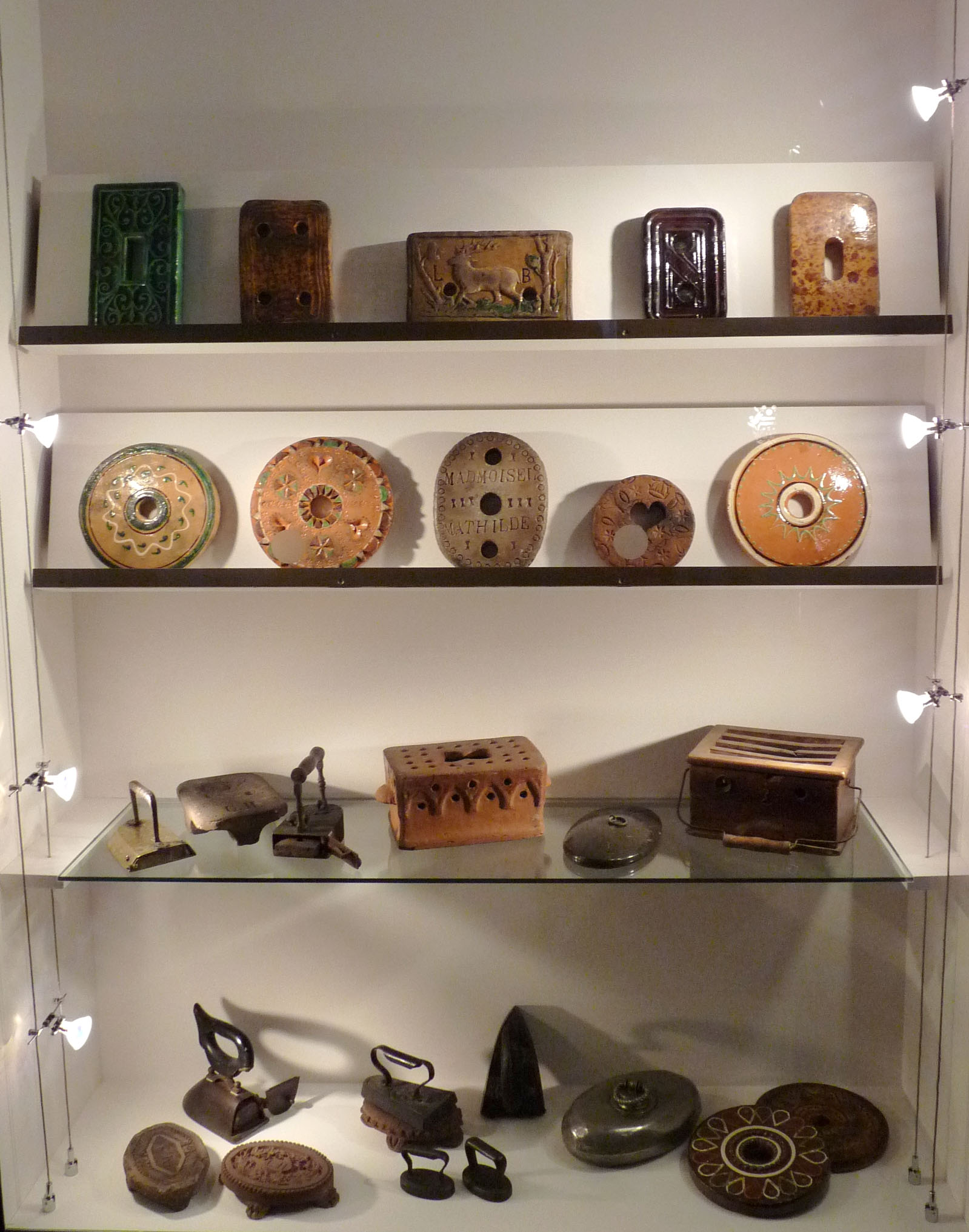
Primitivos caloríferos y calentadores de cerámica. Museo de Alsacia.

Calorífero o calentador es un recipiente de barro cocido o de cerámica usado para templar las camas. Como objeto alfarero está emparentado con las canecas de agua caliente (botellas también usadas para contener licores como la ginebra), los calientapiés y los primitivos caloríferos para caldear habitaciones.
Cumple un objetivo similar al de los antiguos braseros calientacamas metálicos que se alimentaban con brasas del hogar.
Su uso desapareció en el siglo XX, siendo sustituido por recursos más modernos como las bolsas de agua, mantas eléctricas, etc.
También se denomina así a los recipientes metálicos que se colocaban en el interior de los coches de viajeros del ferrocarril para calentar los departamentos.

## Tipología

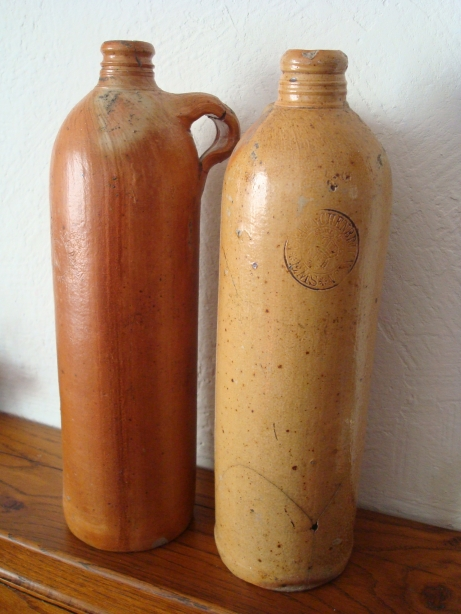
Botellas de barro (canecas), usadas indistintamente como calientapiés o para guardar ginebra.

Existe una cierta variedad de modelos y diseños, conservada en museos:
- calientacamas de sartén con mango y tapa con orificios, sin vidriar, que se pasaba ligeramente sobre las sábanas para no quemarlas;[7]
- calorífero vidriado y decorado tipo zepelín o 'de bala' con dos pequeñas asas en la parte superior y un orificio de relleno entre ellas;
- calorífero para calentar los pies, sustituyendo a rejuelas,[8] libretes, capuchinos,[9] y maridillos,[10]
- calentadores planos tradicionales, vidriados y decorados, similares a un platillo volante o rectangulares;[11]